# Les 17 Roses de Guillena
Les 17 Roses de Guillena és el nom que es va donar a un col·lectiu de disset dones veïnes de Guillena (Sevilla) que durant la Guerra Civil Espanyola es van negar a delatar llurs familiars republicans. Per aquesta causa, després d'esser rapades, torturades i vexades, van ser traslladades a Gerena i afusellades entre el 6 i el 8 de novembre de 1937. Les seves edats estaven compreses entre els vint-i-quatre i els setanta anys.

## Història
El setembre de 1936, pocs mesos després del cop d'estat del 18 de juliol, les tropes del general Queipo de Llano i les columnes falangistes van sembrar el terror pels pobles d'Andalusia, a la recerca, captura i assassinat dels líders dels partits d'esquerres, sindicalistes i simpatitzants republicans. A Guillena, on el Front Popular d'Esquerres havia guanyat les eleccions, la majoria d'homes van fugir a les muntanyes per por de les represàlies dels feixistes. Les dones van intentar ajudar-los d'amagat. A l'agost, Queipo de Llano va publicar un bàndol declarant com a zona de guerra les províncies de Sevilla, Huelva i el sud de la província de Badajoz. La persecució va ser ser implacable. Un grup de dinou dones, que s'havien negat a donar els noms de llurs marits i familiars, van ser detingudes, salvatgement torturades, rapades, passejades i escarnides pels carrers de Guillena, abans de ser exposades públicament a l'església, durant la missa del Dia de la Raza. Després van ser traslladades a Gerena, on van passar dos mesos recloses en el dipòsit municipal. Entre el 6 i el 8 de novembre de 1937, disset de les dinou dones, van ser afusellades a les tàpies del cementiri i les altres dues van ser indultades.
Tres documents, obtinguts a l'Arxiu General Militar d'Àvila per l'investigador Francisco Javier González Tornero, van demostrar que l'execució de les disset dones havia estat planejada com a càstig contra tots aquells que auxiliaven als escàpols refugiats a les muntanyes.

## Les 17 Roses
- Eulogia Alanís Garcia «La Cunera»
- Ana María Fernández Ventura (1898-1937), originària i resident en el Portugalete sevillà.[6] Tenia dos fills i era mare soltera.[7]
- Antonia Ferrer Moreno, natural de Ronda.[8]
- Granada Garzón de la Hera (1875-1937), natural i veïna de Guillena.
- Granada Hidalgo Garzón (1867-1937), detinguda perquè llegia la premsa republicana.[9]
- Natividad León Hidalgo (1885-1937), casada amb dos fills.[1]
- Rosario León Hidalgo (1896-1937), casada amb tres fills.[1]
- Manuela Liánez González (1890-1937), detinguda per no declarar on estava el seu marit. Tenien dues filles.[7][10]
- Trinidad López Cabeza (1887-1937), afiliada al PCE.[11] detinguda a casa seva, la seva filla gran va voler ser detinguda en lloc seu, però no li van permetre.[7]
- Ramona Manchón Merino (1893-1937), casada amb Antonio Palacios García que també va ser assassinat. Tenien quatre fills.[1]
- Manuela Méndez Jiménez (1913-1937), el seu marit va desaparèixer en entrar les tropes feixistes, va ser detinguda per no voler dir on es trobava. Estava embarassada. va deixar dos fills orfes.[12]
- Ramona Navarro Ibáñez (1913-1937), casada con dues filles.[7]
- Dolores Palacios García (1891-1937), casada amb nou fills.[1]
- Josefa Peinado López (1882-1937), casada amb dos fills.[7]
- Tomasa Peinado López (1876-1937), casada amb cinc fills fills.[13]
- Ramona Puntas Lorenzo (1885-1937), casada amb una filla. El seu marit també va ser assassinat.[7]
- Manuela Sánchez Gandullo (1880-1937), el seu marit era un destacat membre de la Unió Republicana local. Tenien tres fills.[7]

## Memòria històrica

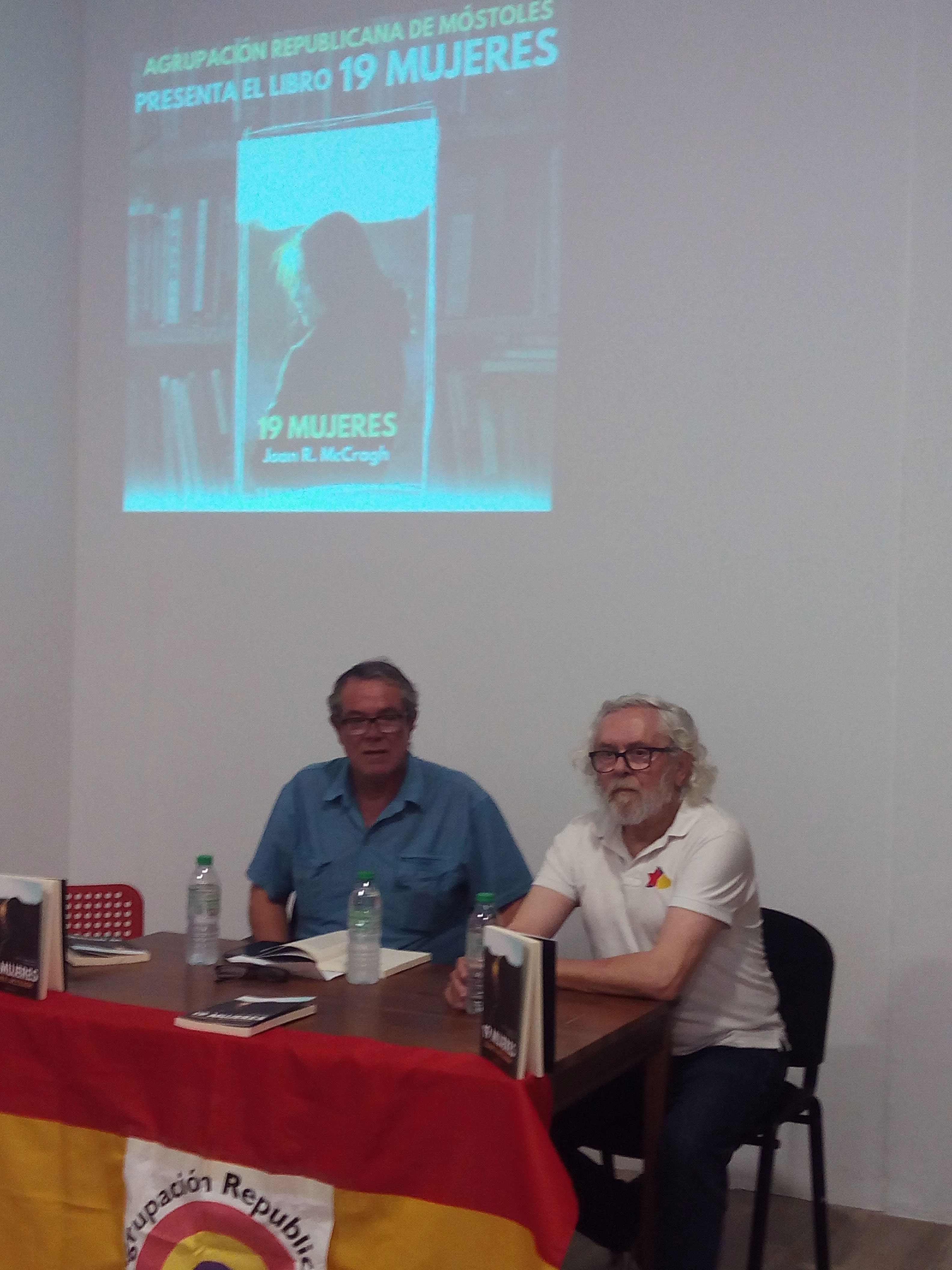
Presentació del llibre 19 Mujeres a Móstoles (Madrid)

En 2010 es va poder localitzar la fossa comuna on havien estat enterrades. El procés d'exhumació va comptar, a més de l'equip de recerca i els col·lectius memorialistes de la zona, amb un testimoni que de nen va veure com afusellaven les dones i va indicar el punt exacte del cementiri de Gerena on es trobava la fossa. També va dir que els assassins van ser uns falangistes i guàrdies civils de la localitat. Aquest testimoniatge va servir com a base per a la denúncia presentada en 2015. El 15 de desembre de 2012 es va realitzar l'enterrament de les restes al cementiri de Guillena.

## Reconeixements
- El 2011 els va ser concedit el Premi Memorial LiberPress.[16]

- El 2017 van rebre la medalla d'or de la Diputació de Sevilla.[4][17]
- Se'ls va concedir a cadascuna el títol de Filla Predilecta de la Vila de Guillena a títol pòstum.[18]
- A Sevilla una glorieta porta el seu nom.[19]
- Publicació del llibre 19 Mujeres.[20] És una novel·la basada en la història real ocorreguda a Guillena entre els anys 1936 i 1937. La data de la publicació, el 15 de desembre de 2021, no és casual; era el novè aniversari de la recuperació de les restes de les disset dones afusellades.[21] En la quarta edició del llibre es va afegir el capítol «Los ojos de Miguel», article escrit per Almudena Grandes després de conèixer el fill de Granada Garzón de la Hera, a la qual va interpretar en l'espot Cultura contra la impunitat, en suport a les víctimes del franquisme, realitzat l'any 2010, en el qual quinze artistes encarnen quinze persones que van ser executades durant la Guerra Civil i la dictadura franquista.
- El documental  Guillena 1937 va rebre el 2n premi Accèssit en el VII Concurs Internacional de Creació Documental sobre la Memòria d'Andalusia Imagenera 2013, en el Festival de Cinema d'Ourense 2013.[22]